# Redeemer of Souls
Redeemer of Souls je sedmnácté studiové album britské heavy metalové skupiny Judas Priest. Jedná se o první album, na kterém vystupuje kytarista Richie Faulkner. Album Redeemer of Souls bylo nadšeně přijato kritiky, kteří v něm viděli návrat k prověřenému a osvědčenému model, ale o poznání chladnějšího přijetí se mu dostalo od samotných fanoušků, kterým nevadila ani tak skladatelská stránka jako spíše špatný zvuk, který se jako červená nit táhne celým albem. I přes skepsi skalních fanoušků se toto album prodávalo až nebývale dobře. První týden po vydání alba Redeemer of Souls se jen v USA prodalo přes 32 000 nosičů a album se umístilo na dosud nejvyšším místě v žebříčku Billboard 200, když skončilo na 6. místě. Patrně nejlepší písničkou na tomto albu je píseň Halls of Valhalla.

## Seznam skladeb
Autory všech skladeb jsou Glenn Tipton, Rob Halford a Richie Faulkner.
| Pořadí | Název                | Délka |
| ------ | -------------------- | ----- |
| 1.     | Dragonaut            | 4:26  |
| 2.     | Redeemer of Souls    | 3:58  |
| 3.     | Halls of Valhalla    | 6:01  |
| 4.     | Sword of Damocles    | 4:54  |
| 5.     | March of the Damned  | 3:54  |
| 6.     | Down in Flames       | 3:52  |
| 7.     | Hell & Back          | 4:44  |
| 8.     | Cold Blooded         | 5:25  |
| 9.     | Metalizer            | 4:34  |
| 10.    | Crossfire            | 3:49  |
| 11.    | Secrets of the Dead  | 5:37  |
| 12.    | Battle Cry           | 5:15  |
| 13.    | Beginning of the End | 5:04  |

## Sestava
- Rob Halford – zpěv
- Richie Faulkner – kytara
- Glenn Tipton – kytara
- Ian Hill – basová kytara
- Scott Travis – bicí